# Lydia Lassila
Lydia Lassila (n. 17 ianuarie 1982, Melbourne, Victoria, Australia) este o sportivă ce a reprezentat Australia, medaliată olimpică. A participat la 4 ediții ale Jocurilor Olimpice (2002, 2006, 2010, 2014) în care a câștigat o medalie de aur.